# Orionothemis
Orionothemis is een geslacht van libellen (Odonata) uit de familie van de korenbouten (Libellulidae).

## Soorten
Orionothemis omvat 1 soort:
- Orionothemis felixorioni Fleck, Hamada & Carvalho, 2009